# Unit 180
Unit 180 là một chi bộ của chiến tranh mạng Bắc Triều Tiên, đây cũng là một thành phần của Tổng cục Trinh sát (Bắc Triều Tiên).
Kim Heung-kwang, cựu giáo sư khoa học máy tính ở Bắc Triều Tiên, tuyên bố rằng Unit 180 có khả năng tham gia vào các phi vụ bất hợp pháp để chiếm đoạt tiền mặt cho chế độ, chẳng hạn như một cuộc phản công vào Ngân hàng trung ương Bangladesh và cuộc tấn công ransomware WannaCry.